# Peter Martin Duncan
Peter Martin Duncan (Twickenham, 20 april 1821 – Gunnersbury, 28 mei 1891) was een Engels paleontoloog en zoöloog.

## Levensloop
Duncan werd op 20 april 1821 in Twickenham geboren als zoon van Peter King-Duncan, handelaar in leer, een telg uit een oude Schotse familie; zijn moeder was een dochter van kapitein R. Martin, van de Royal Navy, uit Ilford in Essex. Hij volgde onderwijs aan een grammar school in Twickenham, daarna aan een school in Nyon bij het Meer van Genève. In 1840 ging hij in de leer bij een arts in Londen.
In 1842 werd hij student geneeskunde aan King's College. In 1846 haalde hij zijn MB (bachelor in medicijnen) en in 1849 werd hij benoemd tot "Associate" van King's College. Na zijn bachelor werkte hij korte tijd als assistent van een arts in Rochester; in 1848 vestigde hij zich als zelfstandig arts in Colchester. Hij was daar ook actief in gemeentelijke zaken, en in 1857 werd hij zelfs verkozen als burgemeester. Daarnaast hield hij zich graag bezig met de natuurlijke historie en archeologie van de streek, en het lokale museum werd heringericht op zijn aanwijzingen.
In 1856 werd zijn eerste wetenschappelijke artikel, over de pollenbuis, gepubliceerd in Proceedings of the Edinburgh Botanical Society. In 1860 verhuisde hij naar Blackheath bij Londen, waar hij meer tijd kreeg voor de studie van de natuurlijke historie, en zich vooral ging toeleggen op die van koralen. Nog meer tijd hiervoor kreeg hij toen hij zijn artsenpraktijk beëindigde en in 1870 een hoogleraarschap in de geologie accepteerde aan King's College. Een jaar later werd hij "fellow" van die universiteit, en kort daarna werd hij ook aangesteld als docent geologie aan Cooper's Hill College (officieel "Royal Indian Engineering College") in Egham. Van 1877 tot 1883 woonde hij vlak bij Regent's Park, waarna hij naar Gunnersbury verhuisde.
Duncan's gezondheid begon ongeveer twee jaar voor zijn dood achteruit te gaan. Zijn overlijden op 28 mei 1891 maakte een einde aan een pijnlijk ziekbed. Hij werd begraven op het kerkhof van Chiswick.

## Huwelijk
Duncan trouwde twee keer, in 1851 met Jane Emily Cook, met wie hij vier zonen en zeven dochters had, en in 1869, niet lang na haar overlijden, met Mary Jane Emily Liddel Whitmarsh, die hem overleefde, en met wie hij één zoon had. Zijn zoon Francis werd zoöloog, schrijver van een groot aantal populaire werken over de natuurlijke historie, en pionier in het maken van filmdocumentaires over dat onderwerp.

## Werk
Duncan maakte speciaal studie van koralen en zee-egels, maar had ook veel belangstelling voor de slangsterren, sponzen, en protozoa, waarbij hij niet alleen als klassiek zoöloog geïnteresseerd was in hun naamgeving en systematische positie, maar ook in hun mogelijke rol in het ecosysteem in het geologisch tijdvak waarin ze leefden. Hij beschreef de fossiele koraalfauna van Malta, Java, India, Australië, Tasmanië en West-Indië, en de zee-egels van Sindh en van andere landen. De resultaten van deze onderzoeken leidden uiteindelijk tot twee belangrijke overzichtswerken: A revision of the families and genera of the Madreporaria, uitgegeven door de Linnean Society in augustus 1884, en A revision of the genera and great groups of the Echinoidea, op 31 december 1889 eveneens door de Linnean Society uitgegeven.
Duncan werd al in 1849 Fellow of the Geological Society, en was van 1864 tot 1870 secretaris, van 1876 tot 1878 voorzitter van die club. Daarnaast was hij Fellow of the Zoological Society of London en Fellow of the Linnean Society. Op 4 juni 1868 werd hij gekozen als Fellow of the Royal Society. In 1881 werd hem de Wollaston Medal toegekend, de hoogste onderscheiding van de Geological Society.

## Publicaties
| 1864. | A description of some fossil corals and Echinoderms from the South-Australian Tertiaries. Annals and Magazine of Natural History ser. 3, 14: 161–168; BHL |
| –     | On the fossil corals of the West Indian Islands, Pt. 2. Quarterly Journal of the Geological Society of London 20: 20–44; BHL |
| 1865. | A description of the Echinodermata from the Strata on the South-eastern coast of Arabia, and at Bagh on the Nerbudda, in the collection of the Geological Society. Quarterly Journal of the Geological Society of London 21: 349–363; BHL                            |
| 1866. | A monograph of the British fossil corals. Second Series. Part 1 Introduction: Corals from the Tertiary formations: 1–66; BHL |
| 1870. | On the Madreporaria dredged up in the Expedition of H.M.S. "Porcupine" Proceedings of the Royal Society of London 18: 289–301; BHL |
| 1873. | A description of the Madreporaria dredged up during the expeditions of H.M.S. "Porcupine" in 1869 and 1870. Transactions of the Zoological Society of London 8(8): 303–344, pl. 39–49; BHL                                                                           |
| 1876. | Notices of some Deep-sea and Littoral Corals from the Atlantic Ocean, Caribbean, Indian, New Zealand, Persian Gulf, and Japanese Seas. Proceedings of the Zoological Society of London 44: 428–442; BHL                                                              |
| 1877. | On the Salenidae, Wright. — Part II. Observations on the morphology of recent Saleniae, and description of a new species. Annals and Magazine of Natural History ser. 4, 20(118): 245–257; BHL                                                                       |
| –     | On the Echinodermata of the Australian Cainozoic (Tertiary) deposits. Quarterly Journal of the Geological Society of London 33: 42–73, pl. 3–4; BHL |
| –     | met W.P. Sladen. Report on the Echinodermata collected during the Arctic Expedition, 1875–6. Annals and Magazine of Natural History ser. 4, 20(120): 449–470; BHL |
| 1878. | On Lütkenia, a new genus of Ophiuroidea from discovery bay. Annals and Magazine of Natural History ser. 5, 2: 188–193; BHL |
| –     | On the identity of the Ophiuran genera Ophiopleura, Danielssen and Koren, and Lütkenia, Duncan, with notes on the species. Annals and Magazine of Natural History ser. 5, 2: 266–268; BHL                                                                            |
| 1879. | On some Ophiuroidea from the Korean Seas. Journal of the Linnean Society of London 14(77): 445–482; BHL |
| 1880. | On a Synthetic Type of Ophiurid from the North Atlantic. Journal of the Linnean Society of London, Zoology 15(82): 73–78; BHL |
| –     | A Monograph of the fossil Corals and Alcyonaria of Sind. Memoirs of the Geological Survey of India. Palaeontologia Indica ser. 14, 1(1): 1–110, pl. 1–28; BHL |
| 1881. | met W. Percy Sladen. A memoir on the Echinodermata of the Arctic Sea to the west of Greenland: 1–82, pl. 1–6; BHL |
| –     | On an unusal form of the genus Hemipholis, Agass. Journal of the Linnean Society of London, Zoology 15: 138–143, pl. 6; BHL |
| 1882. | On the genus Pleurechinus L. Agass., its classificatory position and alliances. Journal of the Linnean Society of London, Zoology 16: 447–454; BHL |
| 1882  | –86. met W. Percy Sladen. Fossil Echinoidea of western Sind and the Coast of Bilúchístán and of the Persian Gulf, from the Tertiary Formations. Memoirs of the Geological Survey of India. Palaeontologia Indica ser. 14, 1(3): 1–382, pl. 1–58; BHL                 |
| 1883. | met W. Percy Sladen. The Fossil Echinoidea of Kachh and Kattywar. Memoirs of the Geological Survey of India. Palaeontologia Indica ser. 14, 1(4): 1–91, pl. 1–13; BHL                                                                                                |
| –     | Observations on the madreporarian family the Fungidae with especial reference to the hard structures. Journal of the Linnean Society of London, Zoology 17: 137–163, pl. 5–6; BHL                                                                                    |
| –     | On the madreporarian genus Phymastraea Milne Edwards and Haime, with the description of a new species. Proceedings of the Zoological Society of London 1883: 406–412; BHL                                                                                            |
| 1884. | On a new Genus of Recent Fungida, Family Funginae, Ed. & H., allied to the genus Micrabacia, Ed. & H. Journal of the Linnean Society of London, Zoology 17: 417–419; BHL                                                                                             |
| –     | A revision of the families and genera of the sclerodermic Zoantharia, Ed. & H., or Madreporaria (M. Rugosa excepted). Journal of the Linnean Society of London, Zoology 18: 1–204; BHL                                                                               |
| 1886. | On the Madreporaria of the Mergui Archipelago. Journal of the Linnaean Society, London 21: 1–25, pl. 1; BHL |
| 1887. | On the Ophiuridae of the Mergui Archipelago, collected for the Trustees of the Indian Museum, Calcutta, by Dr. John Anderson, F.R.S., Superintendent of the Museum. Journal of the Linnean Society of London, Zoology 21: 85–106, pl. 8, 9, 11; BHL                  |
| –     | On some parts of the anatomy of Ophiothrix variabilis, Dunc., and Ophiocampsis pellicula, Dunc., based on materials furnished by the Trustees of the Indian Museum, Calcutta. Journal of the Linnean Society of London, Zoology 21: 107–120, pl. 10–11; BHL          |
| –     | A Revision of the Echinoidea from the Australian Tertiaries. Quarterly Journal of the Geological Society of London 43: 411–430; BHL |
| 1888. | met W. Percy Sladen. Objections to the genera Pseudopygaulus, Coquand, Trachyaster, Pomel, and Ditremaster, Munier-Chalmas: their species restored to Eolampas, Dunc. & Sladen, and Hemiaster, Desor. Annals And Magazine of Natural History ser. 6, 2: 327–336; BHL |
| 1889. | met W. Percy Sladen. On the Echinoidea of the Mergui Archipelago, collected for the Trustees of the Indian Museum, Calcutta, by Dr. John Anderson F.R.S., Superintendent of the Museum. Journal of the Linnean Society, Zoology 21: 316–319; BHL                     |
| –     | A revision of the genera and great groups of the Echinoidea. Journal of the Linnean Society of London, Zoology 23: 1–311; BHL |

- Bibsys: 14031951
- Bibliothèque nationale de France: cb10523869b (data)
- Author citation (botany): P.Duncan
- Gemeinsame Normdatei: 120967286
- International Standard Name Identifier: 0000 0000 7374 0991
- Library of Congress Control Number: no00094415
- Nationale Bibliotheek van Tsjechië: xx0281634
- Nationale bibliotheek van Australië: 35588312
- Nederlandse Thesaurus van Auteursnamen: 143056263
- SNAC: w67t83fc
- Système universitaire de documentation: 137176236
- Trove: 1005547
- Virtual International Authority File: 42682487
- WorldCat: E39PBJxxjHdBXMxG7chx9R69Xd